# Pierre Aycelin de Montaigut
Pierre Aycelin de Montaigut, noto anche come Montaigu o Montagu, era detto il cardinale di Laon (Francia, 1320/1325 – Reims, 8 novembre 1388), benedettino, fu un vescovo e poi pseudocardinale francese.
Discendeva da una famiglia della piccola nobiltà alverniate, che possedeva terre a Billom. Era figlio di Gilles II Aycelin de Montaigut e di Mascaronne de La Tour d'Auvergne; la madre era imparentata con i papi Clemente VI e Gregorio XI, essendo la zia (acquisita) di Marta Roger de Beaufort, nipote del primo e sorella del secondo. Pierre era fratello del cardinale Gilles Aycelin de Montaigut, vescovo di Thérouanne, che fu cancelliere di Francia dal  1357 al 1358 e poi nel 1361.

## Biografia
Divenuto monaco benedettino, si laureò in diritto canonico.
Nel 1359 divenne cancelliere del duca di Berry, figlio del re di Francia, Giovanni II.
Nel 1361 divenne vescovo di Nevers e nel 1368 il re Carlo V lo nominò ambasciatore di Francia presso papa Urbano V. Nel 1371 lasciò la diocesi di Nevers e divenne vescovo di Laon.
Nel 1372 fu ambasciatore presso il duca di Bretagna. L'anno successivo divenne consigliere di Carlo V di Francia ed alla sua morte, avvenuta nel 1380, lo fu anche degli zii del re Carlo VI, che erano reggenti in nome del medesimo durante la sua minorità.
Nel 1379 ebbe un certo ruolo nell'appoggio fornito dalla Francia all'antipapa Clemente VII, il quale, il 23 dicembre 1383, lo nominò cardinale, ma non gli fu mai assegnato il titolo cardinalizio.
Nel 1384 venne nominato Priore di Saint-Martin-des-Champs e nel 1388 rinunciò alla sua carica di vescovo di Laon.
Il 3 novembre 1388 partecipò ad una grande assemblea del Consiglio nel palazzo episcopale di Reims, nella quale sollevò il problema del conferimento della piena autorità del ventenne Carlo VI, incoronato nella cattedrale di Reims otto anni prima: l'arcivescovo di Reims, Richard Pique, propose che a Carlo VI fossero riconosciuti tutti i poteri regali e l'assemblea approvò.
Pierre Aycelin de Montaigut morì l'8 novembre 1388, probabilmente avvelenato. La sua salma venne inumata nella chiesa abbaziale di Saint-Martin-des-Champs a Parigi; egli lasciò gran parte dei suoi beni al Collegio di Montaigut, fondato dal suo prozio Gilles, già vescovo di Narbona e poi arcivescovo di Rouen.